# Silene saxifraga
Silene saxifraga är en nejlikväxtart. Silene saxifraga ingår i släktet glimmar, och familjen nejlikväxter.

## Underarter
Arten delas in i följande underarter:
- S. s. lojaconoi
- S. s. rupicola
- S. s. saxifraga

## Bildgalleri

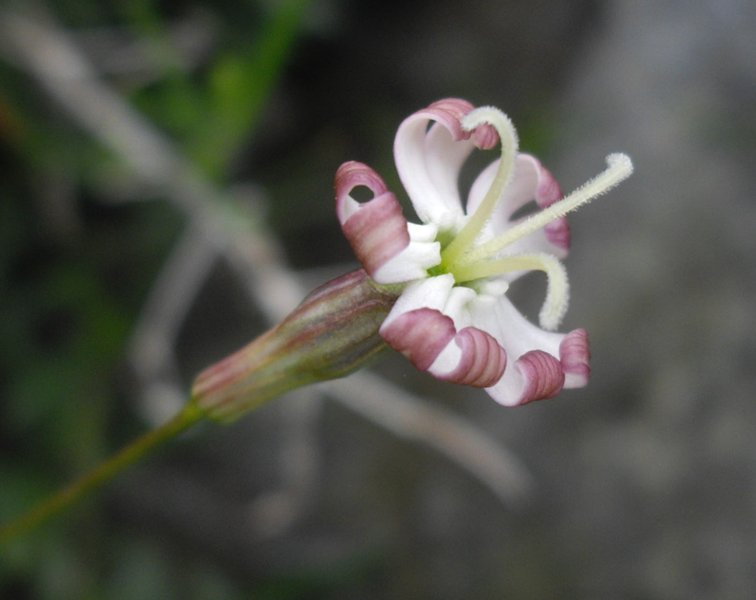
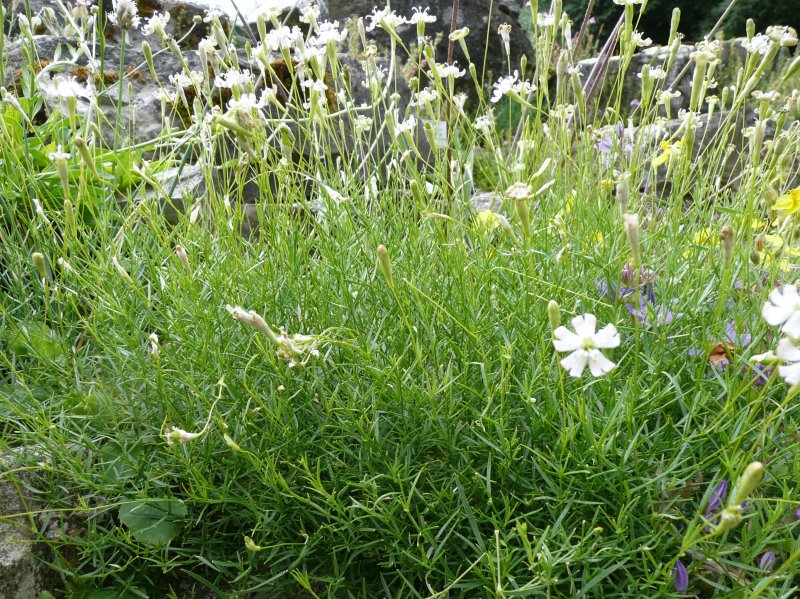
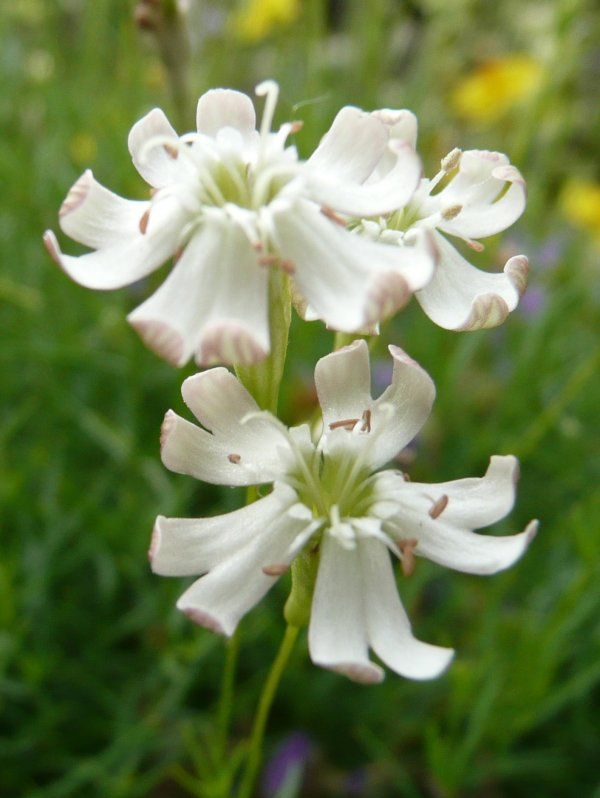
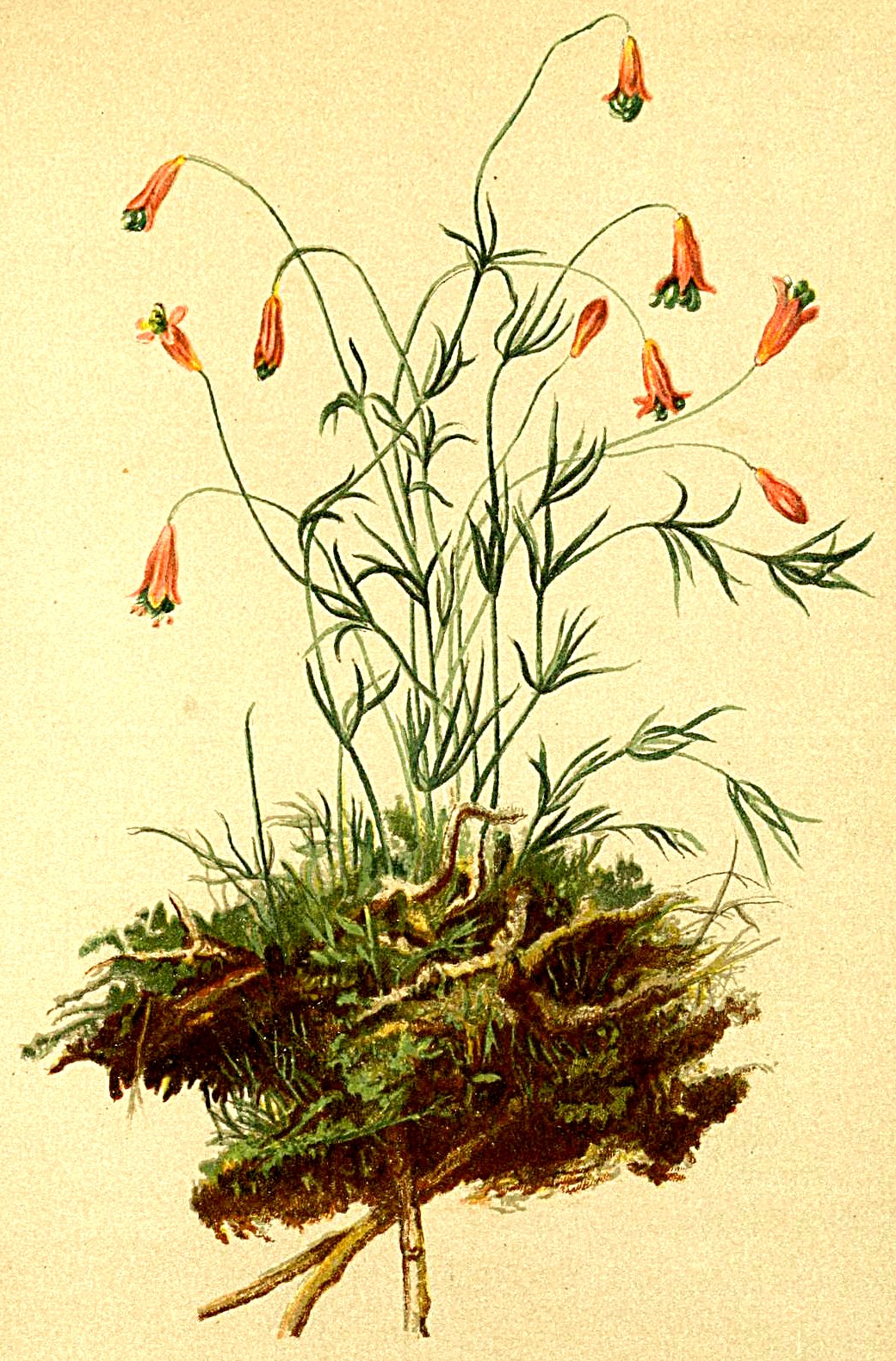
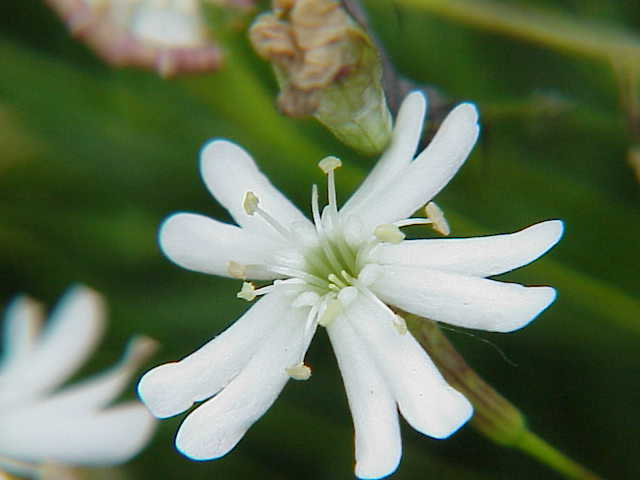
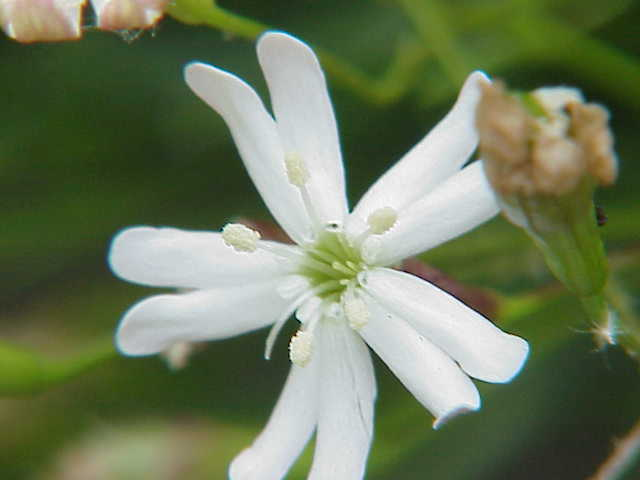